# Paweł Korzeniowski
Paweł Korzeniowski (Oświęcim, Polonia, 9 de julio de 1985) es un deportista que compite en natación. Su especialidad es el estilo de mariposa, especialmente los 200 m, aunque también ha competido en el estilo libre.
Consiguió la medalla de oro en el Campeonato Mundial de Natación de 2005, así como la de plata en el Mundial de 2009. Se ha proclamado dos veces campeón de Europa: en el Europeo de 2006 y el de 2010, así como dos veces campeón de Europa en piscina corta: en el Europeo en Piscina Corta de 2005 y el de 2006.
En los Juegos Olímpicos quedó 4º en Atenas 2004 y 6º en Pekín 2008, en ambas ocasiones en los 200 m mariposa.

## Palmarés internacional

### Campeonatos Mundiales
| Año   | Sede                      | Puesto | Categoría      |
| ----- | ------------------------- | ------ | -------------- |
| 2005  | Montreal ( Canadá)        |        | 200 m mariposa |
| 2008* | Mánchester ( Reino Unido) |        | 200 m mariposa |
| 2009  | Roma ( Italia)            |        | 200 m mariposa |
| 2013  | Barcelona ( España)       |        | 200 m mariposa |

- (*) - En piscina corta

### Campeonatos Europeos
| Año   | Sede                      | Puesto         | Categoría      |
| ----- | ------------------------- | -------------- | -------------- |
| 2003* | Dublín ( Irlanda)         |                | 200 m mariposa |
| 2004* | Viena ( Austria)          |                | 200 m mariposa |
| 2004* | Viena ( Austria)          | 200 m libre    |                |
| 2004* | Viena ( Austria)          | 400 m libre    |                |
| 2005* | Trieste ( Italia)         |                | 200 m mariposa |
| 2005* | Trieste ( Italia)         | 400 m libre    |                |
| 2006  | Budapest ( Hungría)       |                | 200 m mariposa |
| 2006* | Helsinki ( Finlandia)     |                | 200 m mariposa |
| 2006* | Helsinki ( Finlandia)     | 200 m libre    |                |
| 2006* | Helsinki ( Finlandia)     | 400 m libre    |                |
| 2007* | Debrecen ( Hungría)       |                | 400 m libre    |
| 2007* | Debrecen ( Hungría)       | 200 m mariposa |                |
| 2007* | Debrecen ( Hungría)       | 200 m libre    |                |
| 2008  | Eindhoven ( Países Bajos) |                | 200 m mariposa |
| 2009* | Estambul ( Turquía)       |                | 200 m mariposa |
| 2010  | Budapest ( Hungría)       |                | 200 m mariposa |
| 2011* | Szczecin ( Polonia)       |                | 400 m libre    |

- (*) - En piscina corta

- Datos: Q1354459
- Multimedia: Paweł Korzeniowski / Q1354459